# Miejsca w sercu
Miejsca w sercu (ang. Places in the Heart) – amerykański dramat obyczajowy z 1984 roku w reżyserii Roberta Bentona.

## Główne role
- Sally Field – Edna Spalding
- Lindsay Crouse – Margaret Lomax
- Ed Harris – Wayne Lomax
- Amy Madigan – Viola Kelsey
- John Malkovich – Pan Will
- Danny Glover – Moze
- Yankton Hatten – Frank Spalding
- Gennie James – Possum Spalding
- Lane Smith – Albert Denby
- Terry O’Quinn – Buddy Kelsey

## Opis fabuły
Waxahachie w stanie Teksas, rok 1935. Czas Wielkiego kryzysu. Edna Spalding żyje sama na plantacji. Jej mąż, szeryf został śmiertelnie postrzelony przez pijanego chłopaka, a jej grozi bankructwo. Na jej farmę trafia czarnoskóry Moze, by pomóc w prowadzeniu plantacji bawełny. Edna przyjmuje u siebie także pana Willa, który stracił wzrok podczas I wojny światowej.

## Nagrody i nominacje
Oscary za rok 1984
- Najlepszy scenariusz oryginalny – Robert Benton
- Najlepsza aktorka – Sally Field
- Najlepszy film – Arlene Donovan (nominacja)
- Najlepsza reżyseria – Robert Benton (nominacja)
- Najlepsze kostiumy – Ann Roth (nominacja)
- Najlepszy aktor drugoplanowy – John Malkovich (nominacja)
- Najlepsza aktorka drugoplanowa – Lindsay Crouse (nominacja)

Złote Globy 1984
- Najlepsza aktorka dramatyczna – Sally Field
- Najlepszy dramat (nominacja)
- Najlepszy scenariusz – Robert Benton (nominacja)